# 一刀平五千

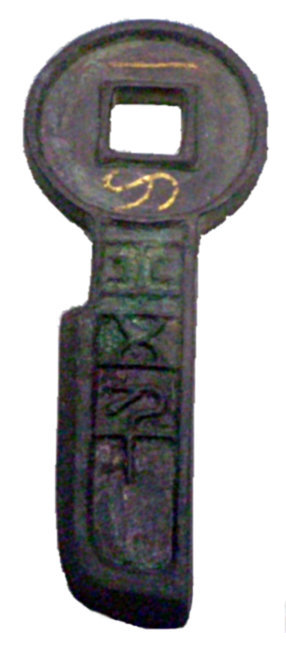
一刀平五千

一刀平五千，又名金错刀，汉王莽所铸的一种钱币，《汉书·卷二十四·食貨志第四》曰：“王莽居摄，变汉制，以周钱有子母相权，于是更造大钱，径寸二分，重十二铢，文曰“大钱五十”。又造契刀、错刀。契刀，其环如大钱，身形如刀，长二寸，文曰“契刀五百”。错刀，以黄金错其文，曰“一刀直五千”。与五铢钱凡四品，并行。”
以现存的金错刀图片来看，钱体似刀。刀环如方孔圆钱，穿孔上下有阴文“一刀”二字，再以黄金错之。这也是“金错刀”命名的原因。刀身有篆书“平五千”三字。

## 图册

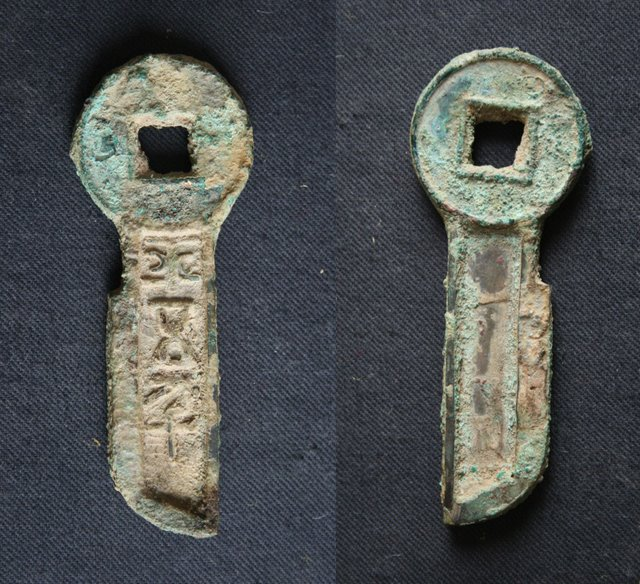
出土的一刀平五千（正、背面）
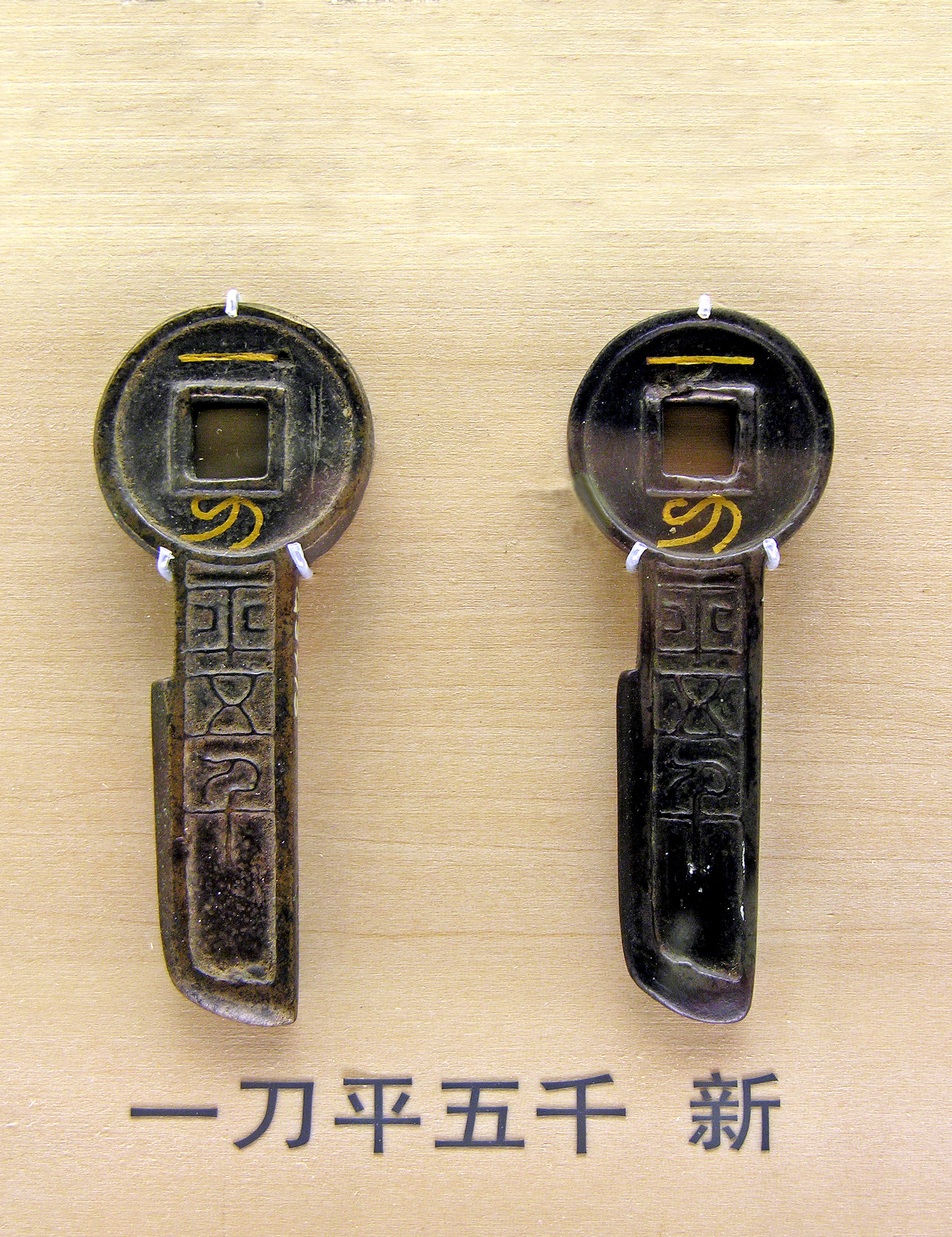
两枚一刀平五千